# Louis Heyns Du Preez

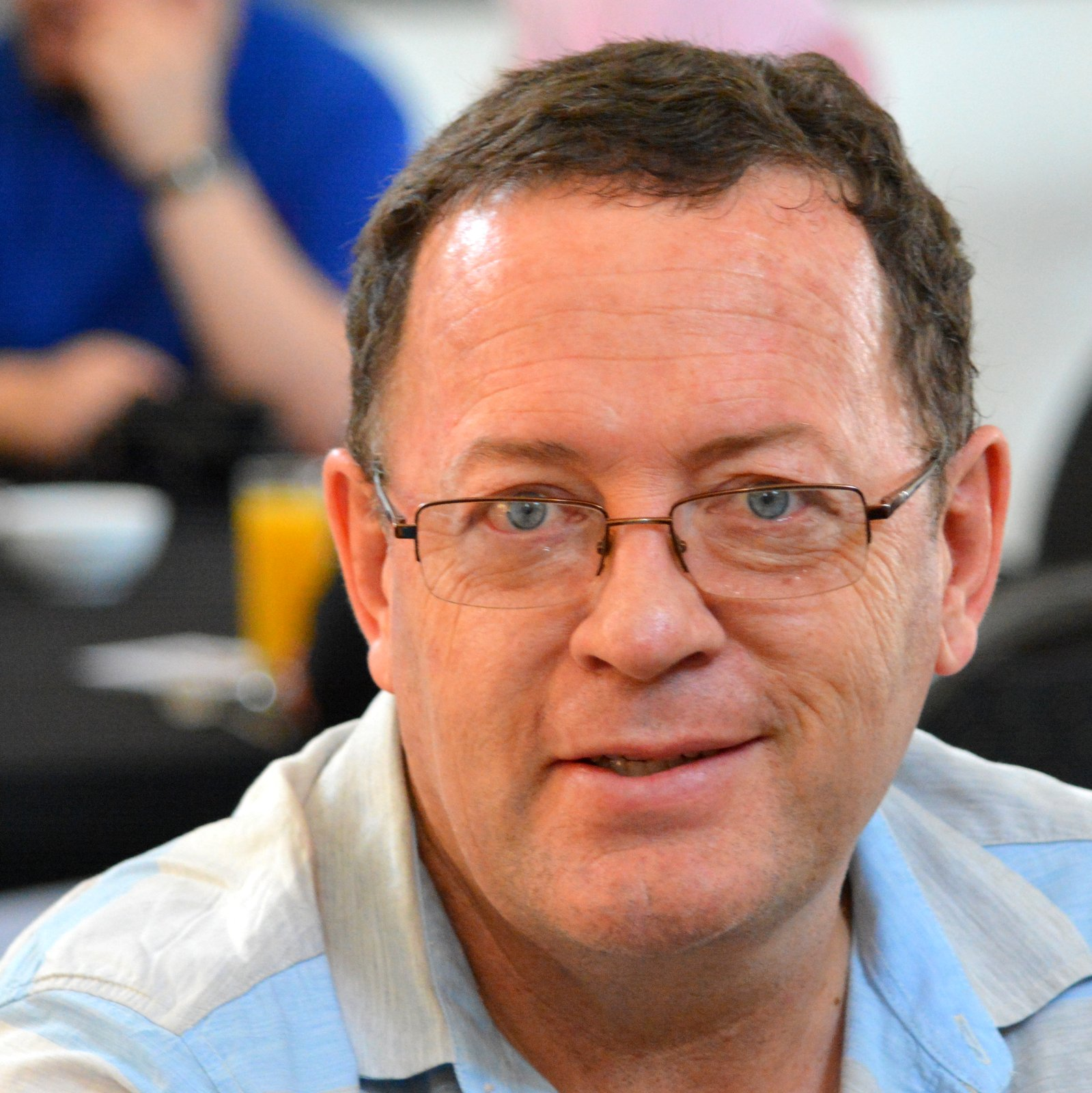
Louis Heyns Du Preez in Brünn (2017)

Louis Heyns Du Preez (* 9. Juli 1962 in Ficksburg, Oranje-Freistaat) ist ein südafrikanischer Herpetologe und Parasitologe.

## Leben
Du Preez graduierte im Jahr 1986 mit der Arbeit Polystoma australis (Monogenea): aspekte van ontwikkeling en gedrag wat betrekking het op rekrutering en vestiging an der Universität des Freistaates in Bloemfontein zum Master of Science. Von 1989 bis 1990 war er Lehrer am Education Centre in Bloemfontein. Von 1991 bis 1993 war er Leiter der Abteilung für Herpetologie am National Museum in Bloemfontein. 1993 wurde er mit der Dissertation A study of factors influencing the nature and extent of host-spesificity among polystomatids (Polystamitidae : Monogenoidea) parasitic in anura of Southern Africa unter der Leitung von Dawid Kok zum Ph.D. an der Universität des Freistaates promoviert. Von 1996 bis 2000 war er Senior Lecturer in Zoologie an der Universität des Freistaates. Von 2001 bis 2004 war er außerordentlicher Professor seit 2005 ist er ordentlicher Professor für Zoologie an der Nordwest-Universität in Potchefstroom. Seit 2011 ist Du Preez Vorsitzender der Zoologischen Fakultät der Nordwest-Universität.
Seine Forschung konzentriert sich auf den Schutz der Amphibien und insbesondere auf die Erhaltung bedrohter Arten sowie auf die Systematik und Ökologie der Parasitenvielfalt bei Amphibien. Er hat sich auf Plattwürmer und Fadenwürmer spezialisiert, die in Fröschen, Salamandern, Schleichenlurchen, Meeresschildkröten und am Auge des Flusspferds parasitieren. Bei seinen Forschungen arbeitet er eng mit Wissenschaftlern aus Frankreich, den Vereinigten Staaten, Nigeria, Brasilien und China zusammen. 
Du Preez ist Vorsitzender der Amphibian Conservation Research Group. Er ist Mitglied der Zoological Society of Southern Africa, der Herpetological Association of Africa, der Suid-Afrikaanse Akademie vir Wetenskap en Kuns, der Parasitological Association of Southern Africa und der Miscroscopy Association of Africa. 
Die Amphibiensammlung von Du Preez umfasst rund 1800 Exemplare und wird im Museum der Nordwest-Universität aufbewahrt.
Louis du Preez veröffentlichte mehrere Bücher und über 100 Fachartikel. Neben einigen Parasiten beschrieb er die Arten Breviceps carruthersi und Breviceps passmorei aus der Familie der Kurzkopffrösche (Brevicipitidae) sowie Hyperolius howelli aus der Familie der Riedfrösche (Hyperoliidae).

## Schriften (Auswahl)
- Field guide and key to the frogs & toads of the Free State, 1996
- African & Malaysian polystomatids in perspective, 1998
- Gelukstoeval in dierkunde: begunstiging van die voorbereide gees, 2005
- (mit Werner Conradie): Field Guide to the Frogs and Toads of the Vredefort Dome World Heritage Site, 2006
- Bios: an integrated approach to life sciences teaching and learning, 2007
- A Complete guide to the frogs of Southern Africa, 2009
- Turtle Polystomes of the World: Neopolystoma, Polystomoidella & Polystomoides, 2011
- Frogs and Frogging in South Africa, 2017